# Jednoaktovka
Jednoaktovka (někdy také Aktovka) je dramatický žánr definovaný jako divadelní hra o jednom jednání.

## Charakteristika
Jednoaktovka má většinou anekdotický charakter, hraje se bez přestávky a její délka se obvykle pohybuje mezi dvaceti a padesáti minutami. Charaktery postav nebývají příliš rozvinuty. Jádro hry tvoří expozice, která se dále nerozvíjí, pouze se modifikuje jednáním postav až do rozuzlení, které mívá často povahu pointy. Obsahově jde většinou o zápletkovou komedii nebo o frašku, často se vyskytuje také ve formě opery. 

## Historie
Až do 18. století byly jednoaktovky označovány jako intermèda. Rozvíjet se více začala až od konce 18. století (jako samostatný žánr).

## Významné jednoaktovky
- Gioacchino Rossini: Příležitost dělá zloděje (1812), opera.
- Alexandr Sergejevič Puškin: Malé tragédie (1830), soubor čtyř jednoaktovek Skoupý rytíř, Mozart a Salieri, Kamenný host a Hodokvas v době moru
- Jacques Offenbach: Čarovné housle (1855), opereta.
- Vilém Blodek: V studni (1867), opera.
- Antonín Dvořák: Tvrdé palice (1881), opera.
- Anton Pavlovič Čechov: Medvěd (1888), Námluvy (1889).
- Pietro Mascagni: Sedlák kavalír (1890), opera.
- Luigi Pirandello: Sevření (1892), Na odchodu (1912).
- Georges Feydeau: Nebožka panina matka (1908), Dáváme děťátku klystýr (1910), Neběhej mi tady nahá! (1911), Leona si pospíšila (1911), „Kašlu na to!“, řekla Hortensie (1914).
- Valerij Brjusov: Tajemný host (1910).
- Béla Bartók: Modrovousův hrad (1911), opera.
- Giacomo Puccini: Il trittico (1918), triptych tří operních jednoaktovek Plášť, Sestra Angelika a Gianni Schicchi.
- Bohuslav Martinů: Slzy nože (1927), opera.
- Carl Orff: Chytračka (1943), opera.
- Jean Paul Sartre: S vyloučením veřejnosti (1944).
- Václav Havel: Audience (1975), Vernisáž (1975), Protest (1978)..